# 丹氏角水蚤
丹氏角水蚤（学名：Pontella danae）为角水蚤科角水蚤屬下的一个种。